# كاظم مجيد الصالحي

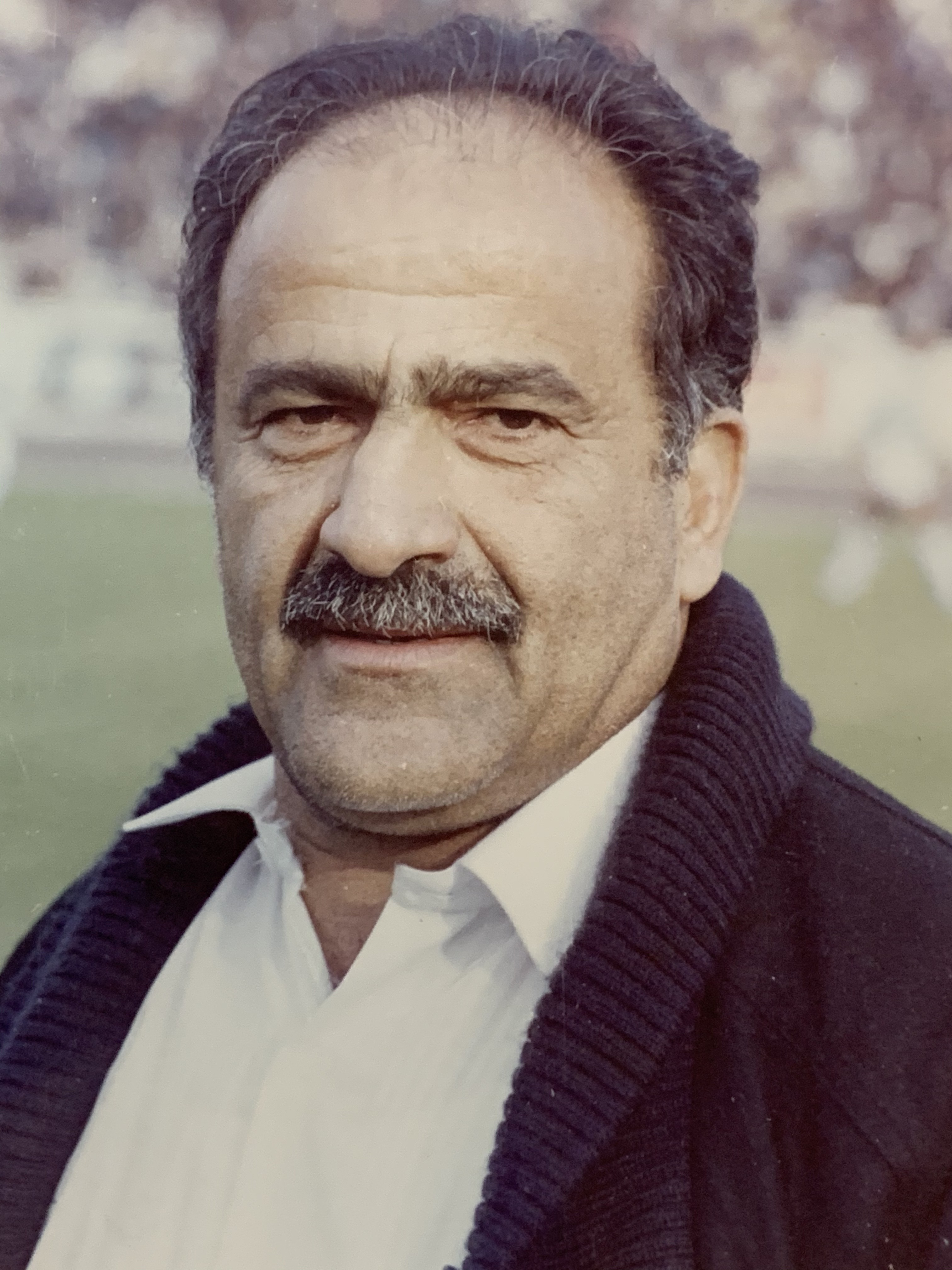
كاظم مجيد محي الدين الصالحي

كاظم مجيد محي الدين الصالحي أو الحاج كاظم مجيد لاعب كرة قدم ومدرب وأداري عراقي
 ولد في بغداد في منطقة باب الشيخ عام 1938 كان لاعبا ومدربا ومشرف فريق وعضو هيئة أدارية في الكثير من الفرق والاندية الرياضية منها نادي الصليخ الرياضي ونادي الشرطة وغيرها من الاندية وهوه المؤسس لفريق شباب الطليعة الذي ذاع صيته في عقدي الستينات والسبعينات
| الاسم عند الولادة | كاظم مجيد محي الدين الصالحي                                                  |
| ----------------- | ---------------------------------------------------------------------------- |
| المواليد          | 1938م - 2008م                                                                |
| الديانة           | مسلم                                                                         |
| الحالة الاجتماعية | متزوج                                                                        |
| الاخوان           | اللواء حسن مجيد الاستاذ حميد مجيد الدكتور جهاد مجيد                          |
| الابناء           | عدي كاظم مجيد حيدر كاظم مجيد اضافة إلى 3 بنات                                |
| عمله              | لاعبا ومدربا واداري كره قدم اضافة إلى انه كان أحد أكبر تجار الأقمشة في بغداد |

## عن حياته
ولد كاظم مجيد في بغداد في منطقة باب الشيخ وانتقل للعيش في حي القاهرة في بغداد عند بلوغه وله ثلاث اخوان حميد مجيد وكان في يمارس عمله في السلك التعليمي كمدير واللواء حسن مجيد حيث كان ضابط برتبة لواء في الجيش العراقي والدكتور جهاد مجيد وكان بروفيسورا في التاريخ ومساعد رئيس الجامعة المستنصرية، تزوج كاظم مجيد في سنة 1969 وله أبنان هما (عدي وحيدر) وثلاث بنات

## عمله
كان كاظم مجيد من كبار تجار القماش في بغداد وكانت محاله في سوق الصدرية وسوق الصفافير كانت اغلب تجارته في الأقمشة وكان عضوا في النقابة العامة لعمال ومستخدمي الخدمات الأجتماعية عام 1970 وعضوا في شركة المخازن العراقية وعضوا في رابطة التجار الصناعيين العراقيين عام 2006  ويملك مطعم الطليعة في منطقة الصدرية في شارع الكفاح الذي يعد من المطاعم القديمة في المنطقة وسمي مطعم الطليعة بهذا الاسم نسبتا إلى فريق شباب الطليعة الذي أسسه عام 1960

## مسيرته الرياضية
بدأ كاظم مجيد مسيرته في فرق الجيش حيث كانت لا توجد اندية فرق عسكرية فقط فكان يلعب في الفرقة الخامسة في الدرجة الممتازة لمدة سنتين حين كان مدرب الفريق الكابتن حسن بله وبعد ذلك أسس فريق شباب الطليعة عام 1960 أصبح لاعبا ومدربا للفريق حيث تدرب على يده العديد من لاعبي المنتخب الوطني ولاعبي الدرجة الأولى  و في عام 1970 أصبح مدربا لنادي القناة لمدة سنتين وبعد ذلك بدأ عمله في الهيئة الادارية في نادي صليخ في عام 1974 إلى عام 1984 حيث أصبح رئيس ألهيئة ألادارية لنادي الصليخ الرياضي، وفي نهاية الثمانينات أصبح مشرف ألفرق الرياضية لنادي الشرطة (قوى ألامن الداخلي سابقا) وعضو هيئة أدارية في النادي  وبعدها عضو الهيئة الادارية لنادي صلاح الدين الرياضي عام 1993 وعمل في الاتحاد العراقي عام 1995 لفتره قصيرة وأنتخب بعدها نائب رئيس الهيئة الرياضية لنادي الصليخ الرياضي لغاية عام 2003

## مسريته مع شباب الطليعة
في عام 1960 اسس فريق شباب الطليعة وكان في حينها لاعبا ومدربا في الفريق وكان من الفرق الشعبية المشهورة حيث كانت الفرق عبارة عن أندية كل فريق يحتضن نجوم الدوري وكان يضم اغلب لاعبي المنتخب الوطني ولاعبي الدرجة الأولى ومنهم اللاعبين المشهورين الذين تدربوا على يده (كاظم شبيب وعبد الصمد أسد ومحمود نوماس وجعفر صادق وجاسب فهد ومحمد شافي ومطرود نجف وعصمت السيد وعبد الهادي حافظ وصبيح رسن واخرين كثيرين)، وامتلك كاظم مجيد مطعم الطليعة الذي سمي بأسم الفريق في بغداد في الصدرية في شارع الكفاح، وأخذ فريق الطليعة جزأ هاما في قلبه حيث عندما اجرى الصحفي محمد مطر حديثا مع كاظم مجيد عند اعتزاله عن ماذا سيفعله قال له (جسدي بعيد عن الرياضة لكن قلبي وفكري قريب منها وهناك مشروع في فكري انا مع لاعبين دوللين لتأسيس نـــادي الطليعـــة واغلب الاعضاء سيكونون ممن مثل ولعب في النادي) لكنه رحل قبل تأسيسه

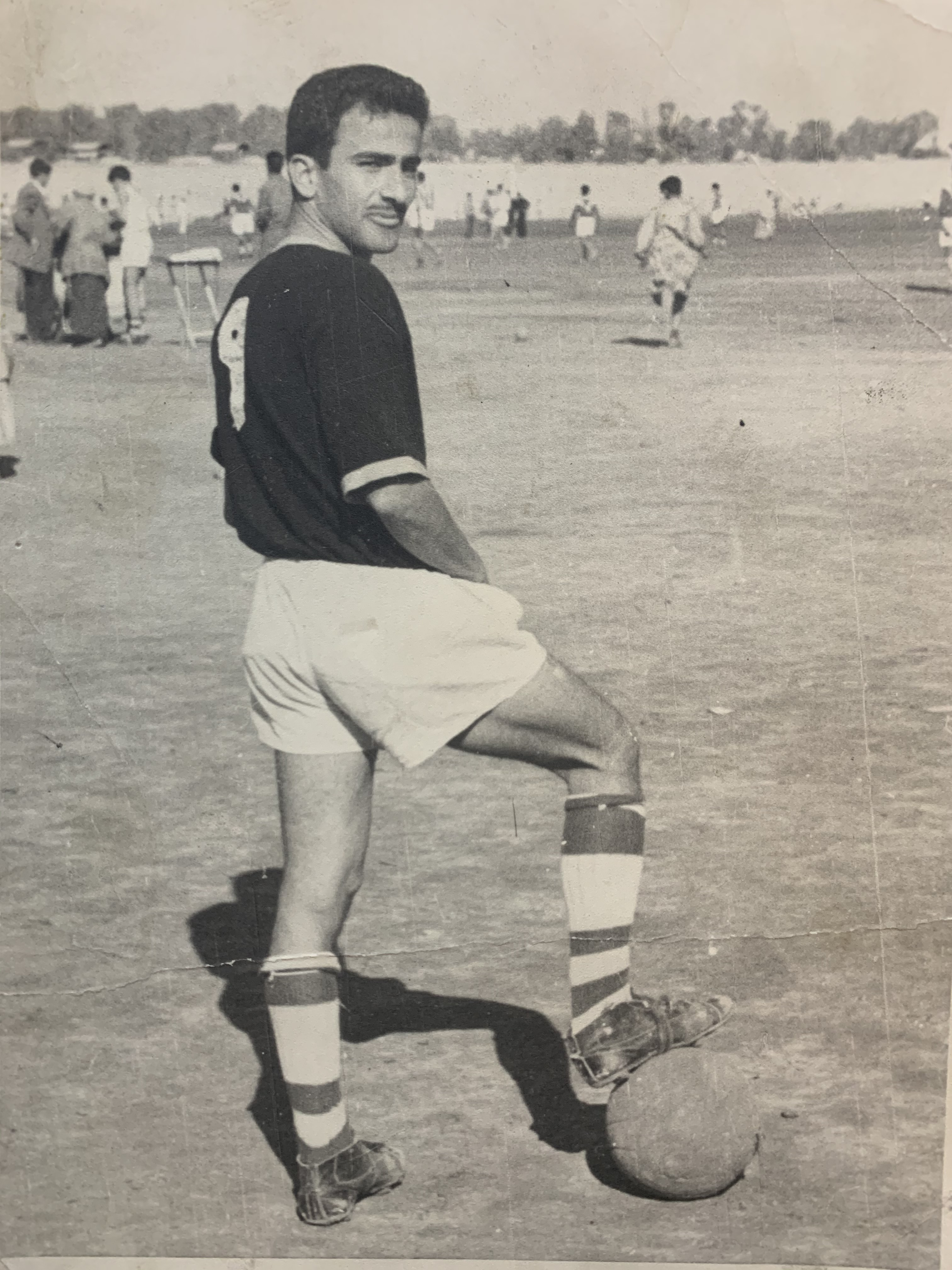
كاظم مجيد و هوه لاعب في الطليعة في بداية الستينات

## مسيرته الادراية في نادي الصليخ الرياضي
بدأ عمله في الهيئة الادارية في النادي من عام 1974 إلى عام 1984 حيث انتخب رئيس الهيئة الادارية وبعد ذلك أصيح نائب رئيس النادي حيث كان الفريق يلعب ضمن فرق الدرجة الممتازة وكان كاظم مجيد الرجل الذي اعطى للنادي الكثير من الجهد والعطاء وكان من الداعمين لنشاطات النادي حيث قام بلمساهمة المادية لايجاد مورد ثابت للنادي من خلال نشاطات وأبنيت النادي التي ساهم كاظم مجيد في تشييدها منها المحال حيث تم بناء 59 محلا  ليحصل النادي على ميزانية اضافية يدير بها نشاطاته ويوفر مستلزماته وبعد عمله في الاتحاد العراقي لفترة قصيرة في منتصف التسعينيات انتخب نائبا لرئيس الهيئة الرياضية في النادي لغاية عام 2003

## مسيرته الادراية في نادي الشرطة الرياضي
بدأ عمله في نادي الشرطة الرياضي نهاية الثمانينات حيث أصبح مشرف الفرق الرياضية وعضو الهيئة الادارية وكانت له اسهامات بارزة في الحركة الرياضية عموما وفي الشرطة على وجه الخصوص ويذكر أنه قدم طلب للنادي للأستقالة لكن طلبه رفض في النادي وعاد إلى الإدارة في النادي قائلا (أنا شرطاوي وخدماتي للنادي ستأتي من هذا الاتجاه)

## أعتزاله ووفاته
أعتزل كره القدم نهائيا عام 2006 وتعرض إلى وعكة صحية وتوفي في سنة 2008 بسبب مرض السكري في اواخر أيام رمضان المبارك تاركا بعده الإرث الرياضي العظيم من العطاء وعرفه الرياضيين شعلة نشاط ودؤب في كتاب العطاء لابرز من رافقوا كرة القدم العراقية في فترة زهوها وارتقائها تجعل الرواد يتذكرونه وبعد وفاته كانت هناك مناشدات لنادي الشرطة ونادي الصليخ ان يضعوا اسم كاظم مجيد في أجندتهما باقامة مباراة تذكارية كروية أو تسمية إحدى قاعات النادي بأسمه ردا للدين الذي في اعناق الناديين لهذا الرجل الذي كان اسمه علامه فارقة في التاريخ الإداري والفني للكرة العراقية

## معرض الصور

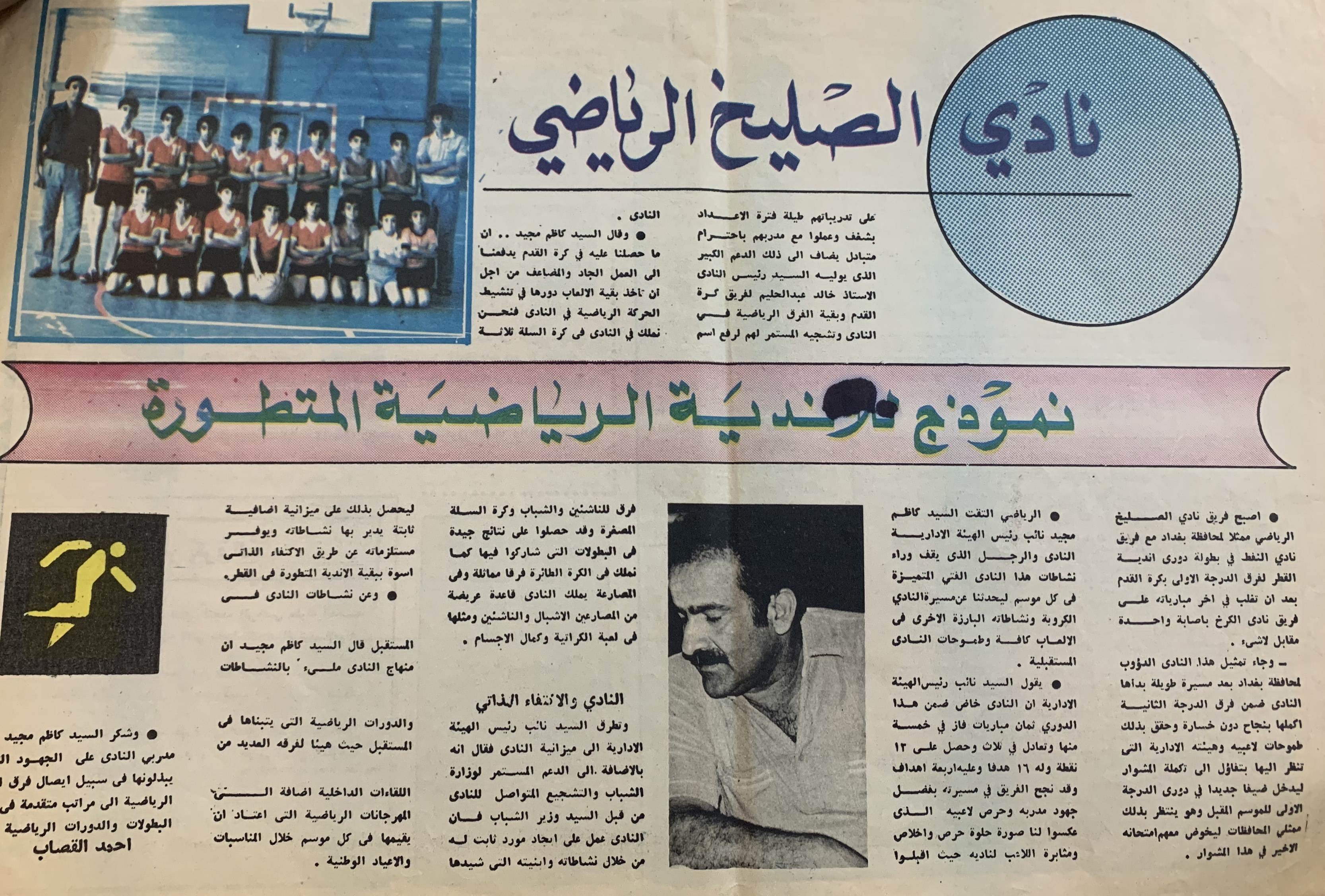
كاظم مجيد وهو يتحدث عن نادي صليخ الرياضي و عن الإدارة و الدوري العراقي
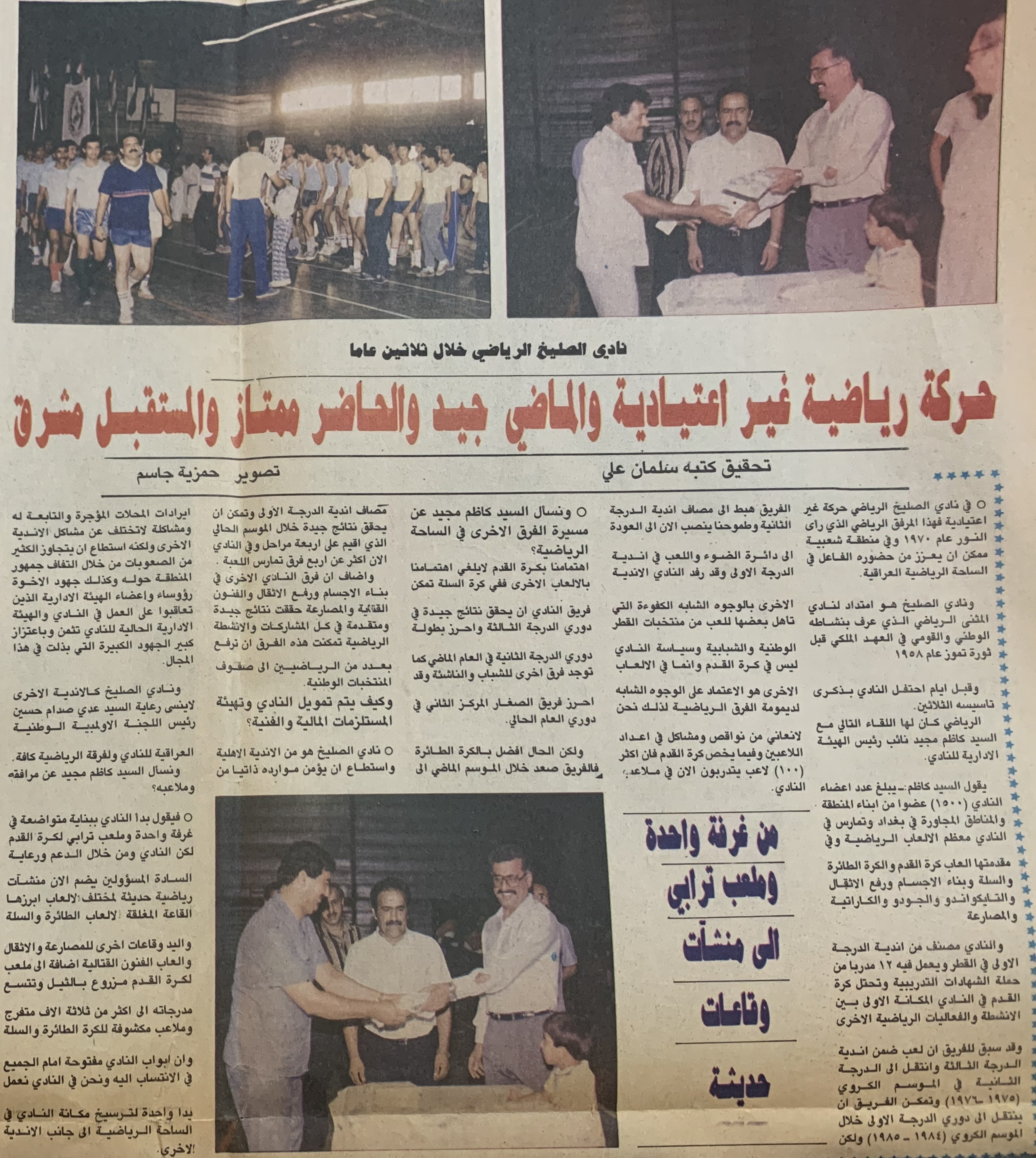
كاظم مجيد في الوسط اثناء الاحتفال بذكرى تأسيس نادي الصليخ و توزيع الجوائز
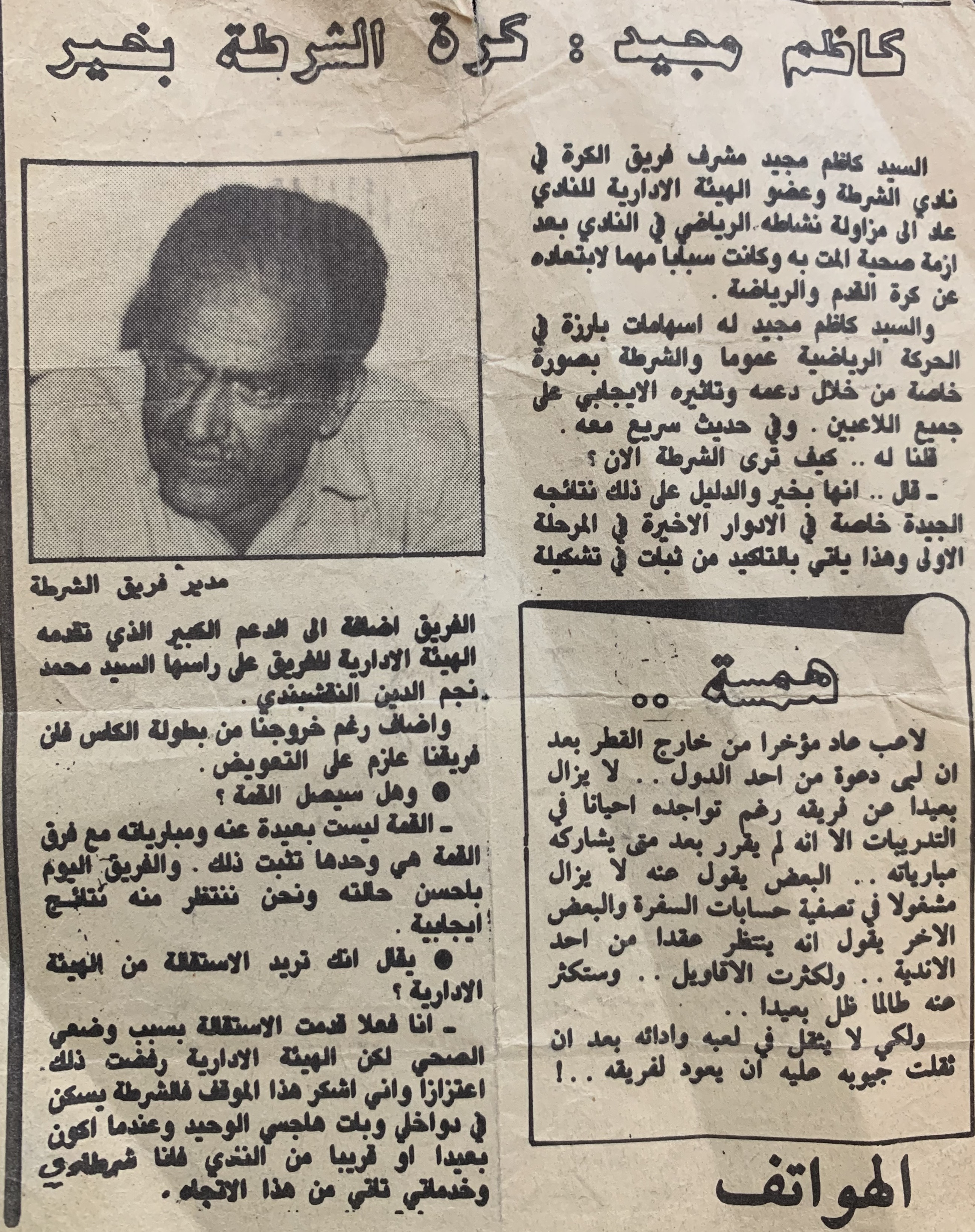
كاظم مجيد و تقديم الاستقالة و رفضها من قبل إدارة نادي الشرطة
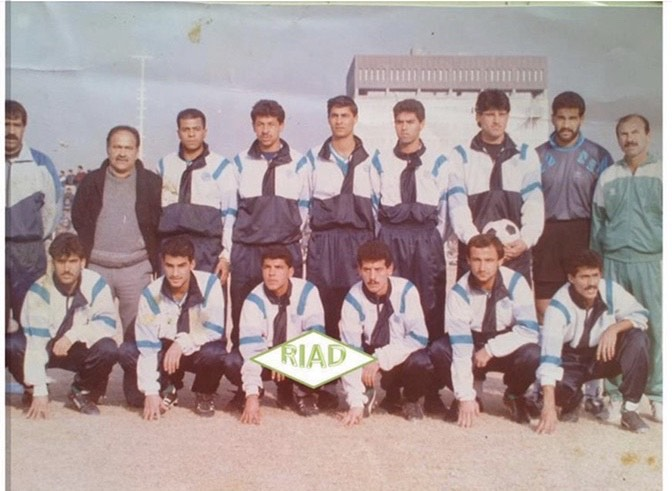
كاظم مجيد مع الفريق ثاني شخص على اليسار
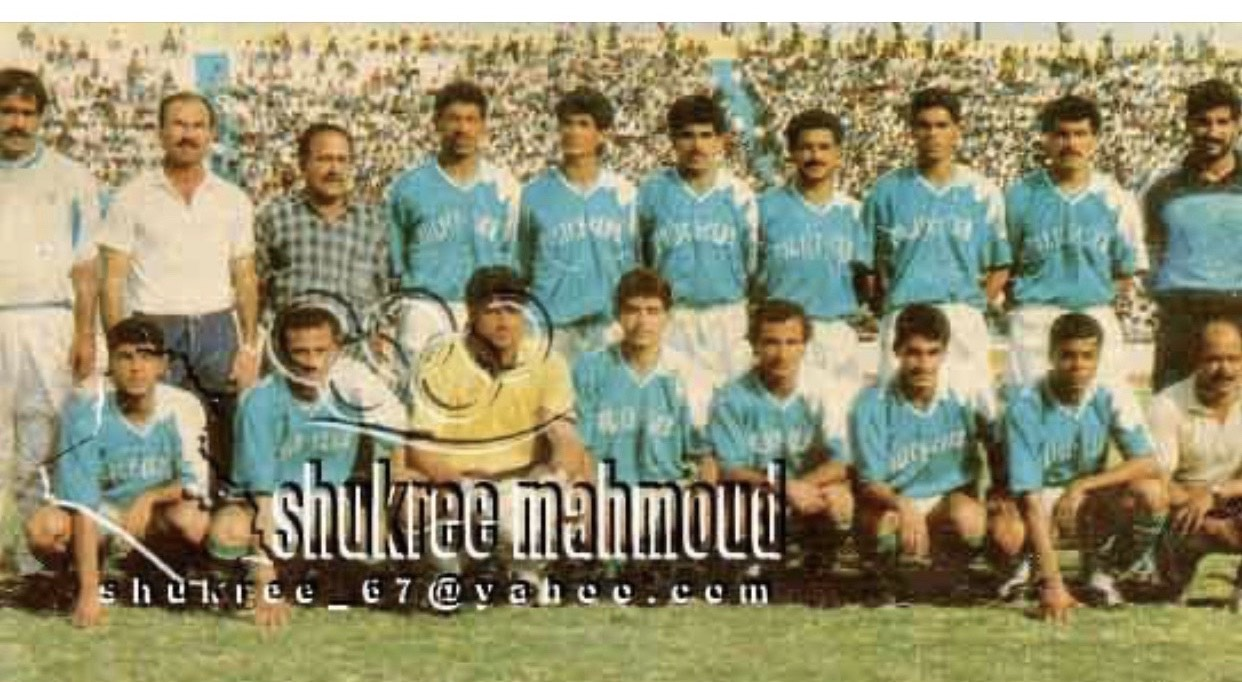
كاظم مجيد ثالث شخص من اليسار مع فريق الشرطة
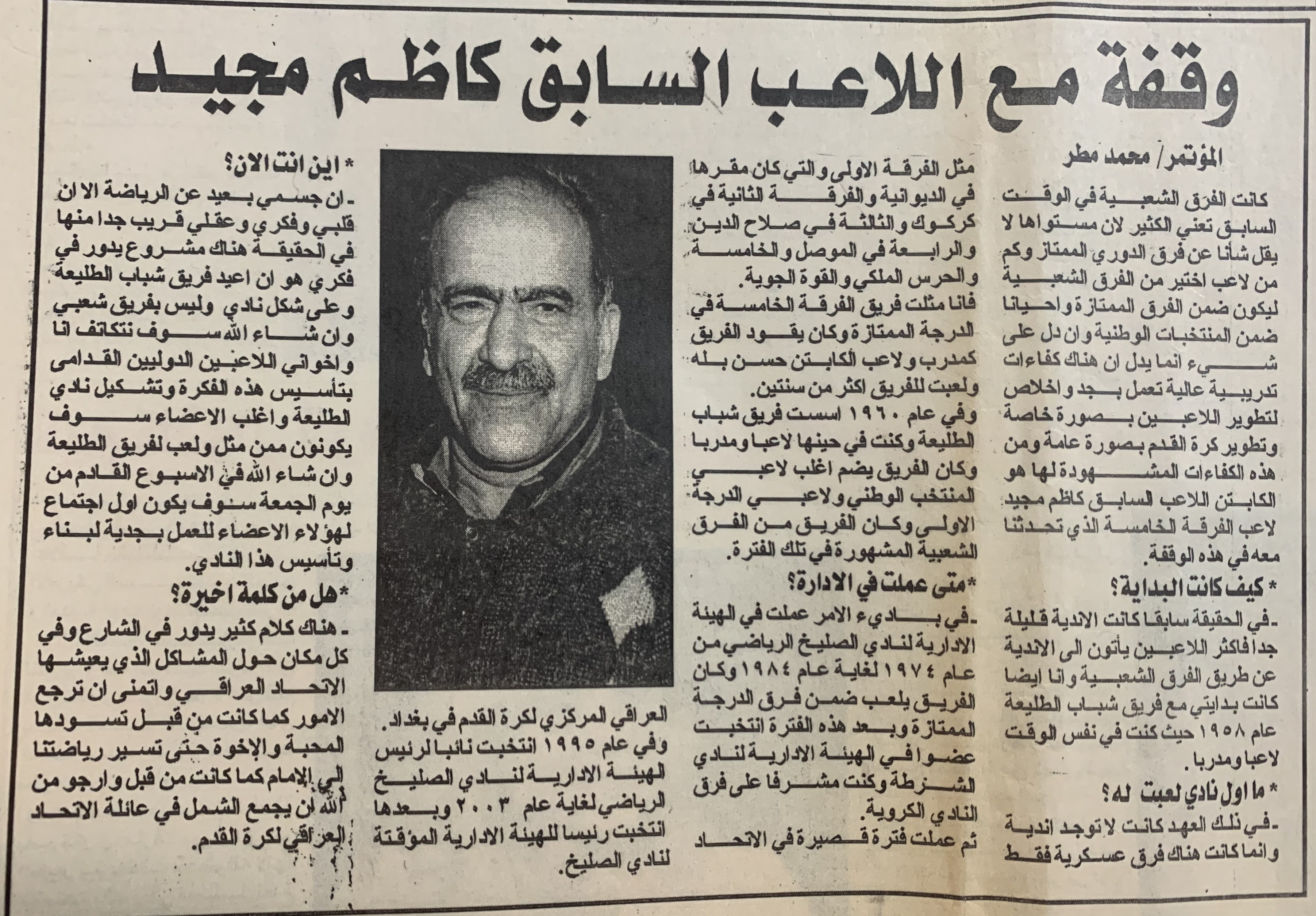
كاظم مجيد و هو يتحدث عن تاريخه الرياضي و عن أعتزاله مع الصحفي محمد مطر
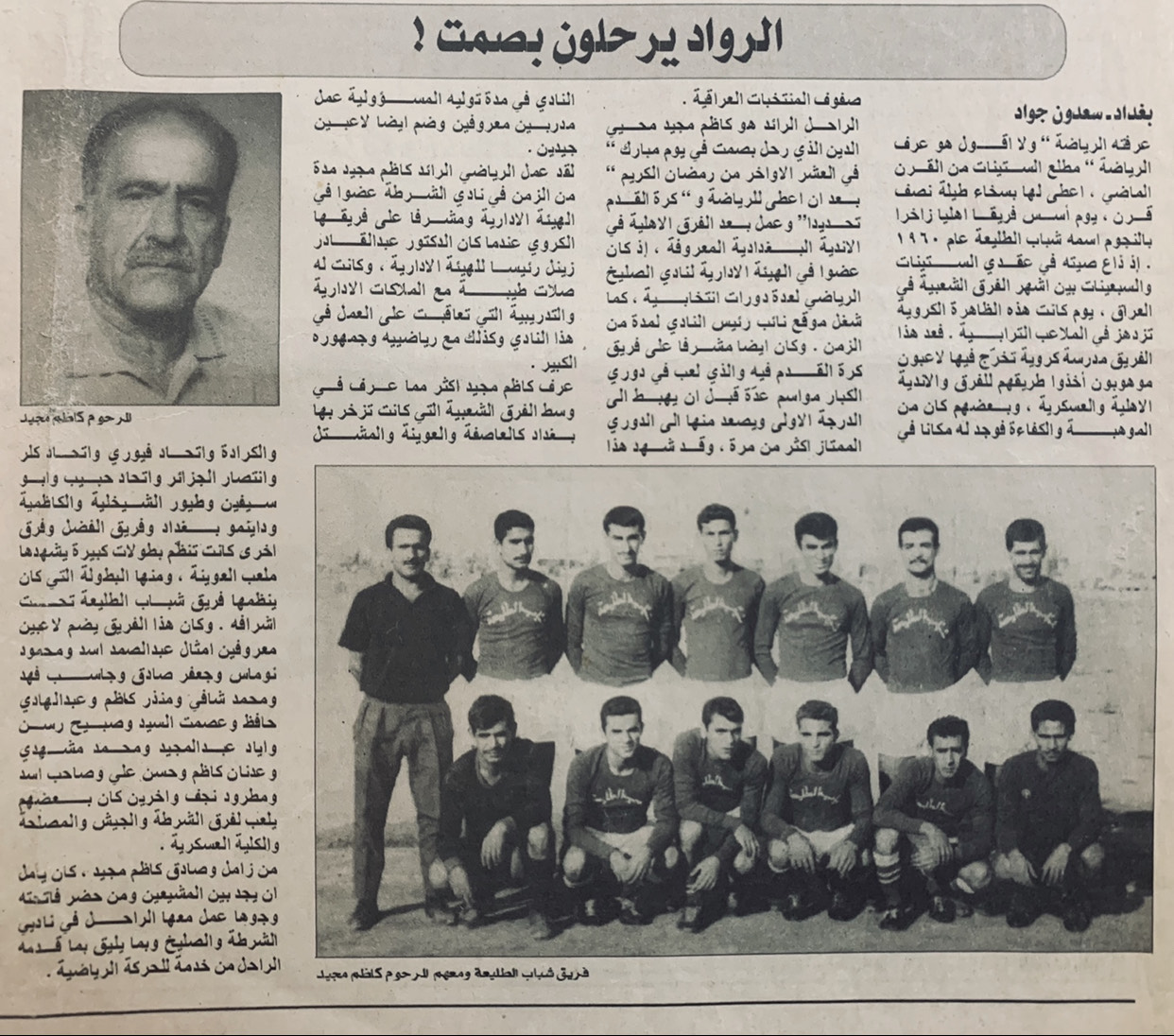
الرواد يرحلون بصمت بقلم سعدون جواد
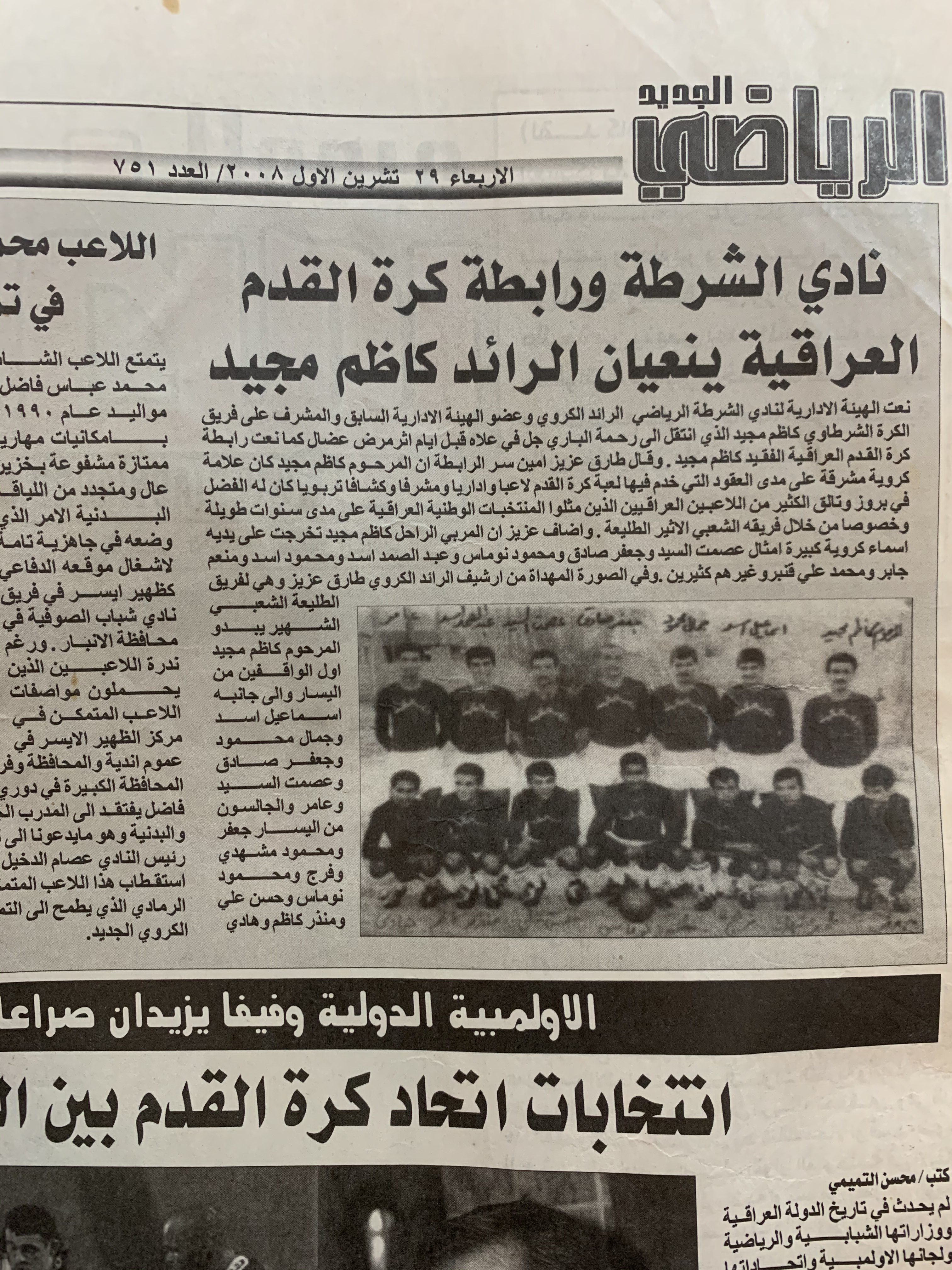
نادي الشرطة ينعى كاظم مجيد
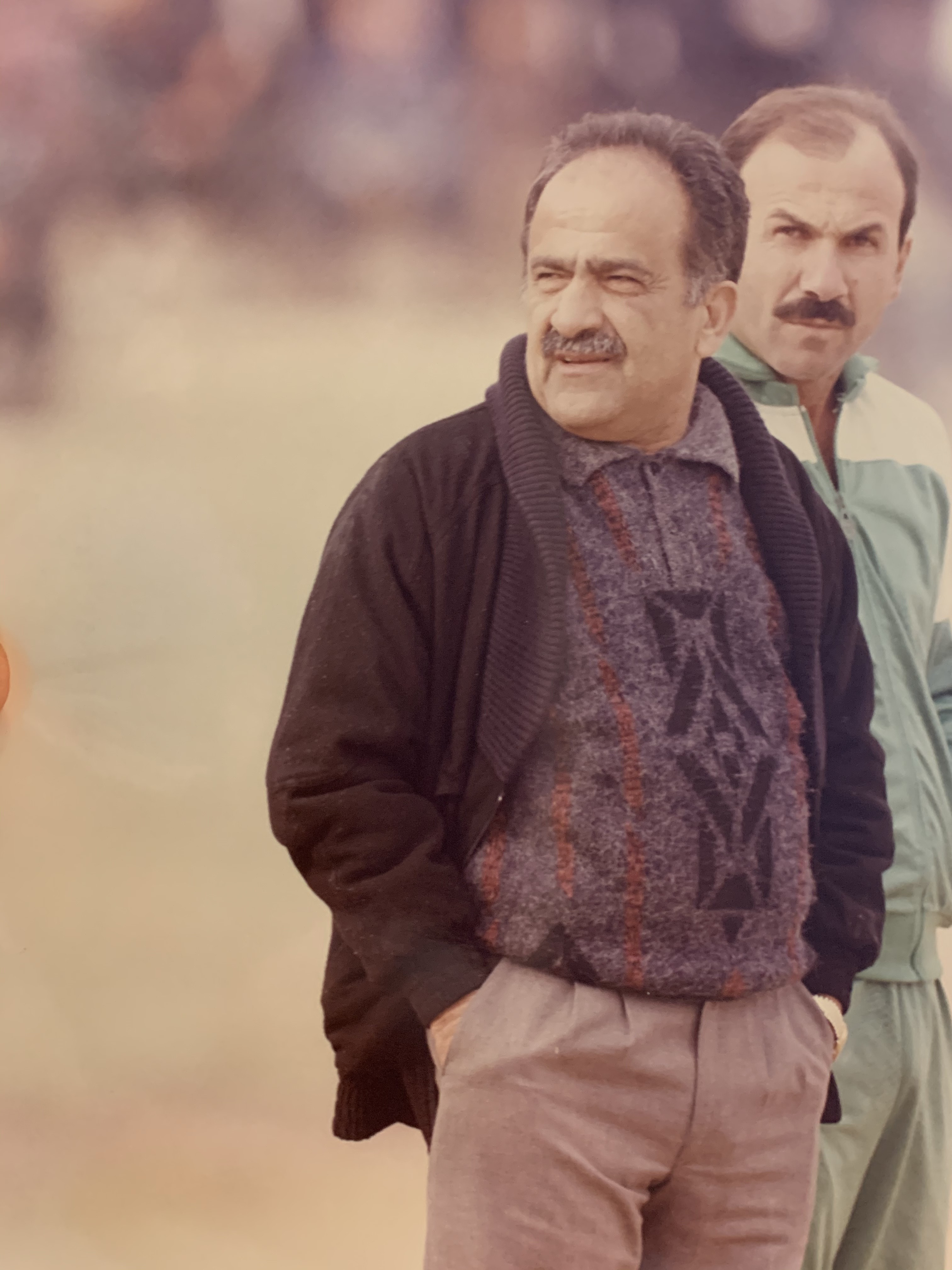
كاظم مجيد ومشاهدة تدريبات الفريق
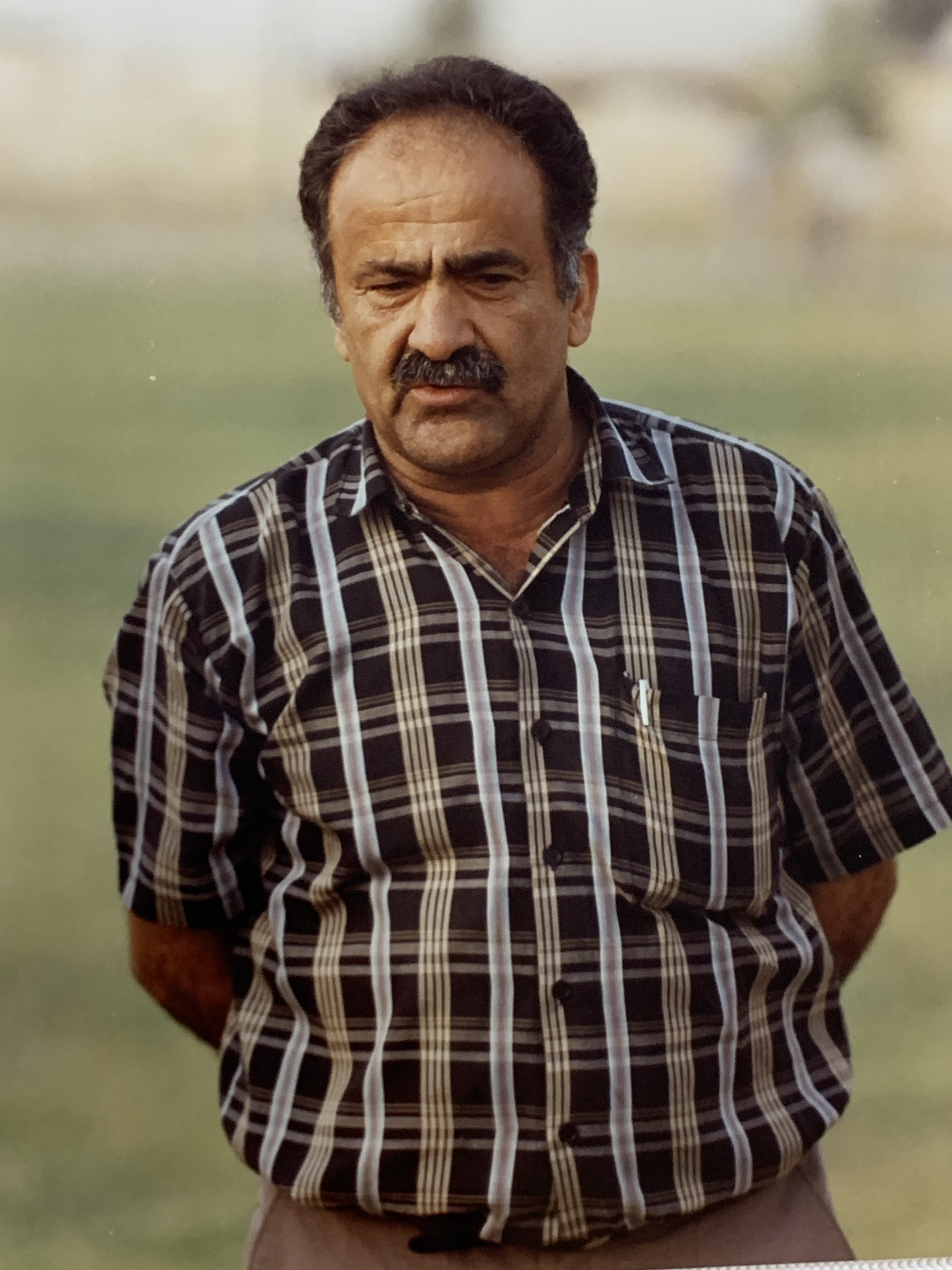
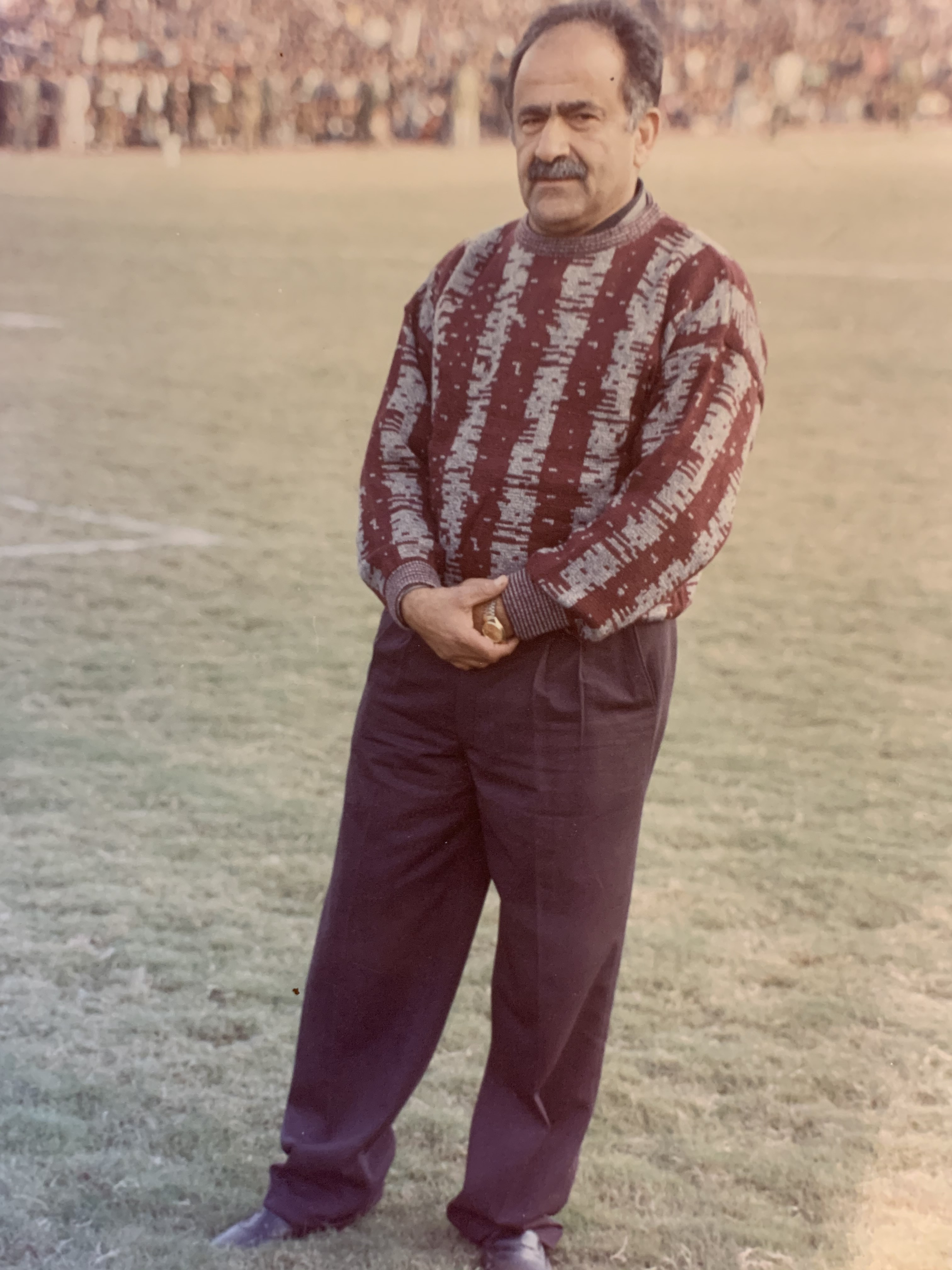
كاظم مجيد في نادي الشرطة الرياضي
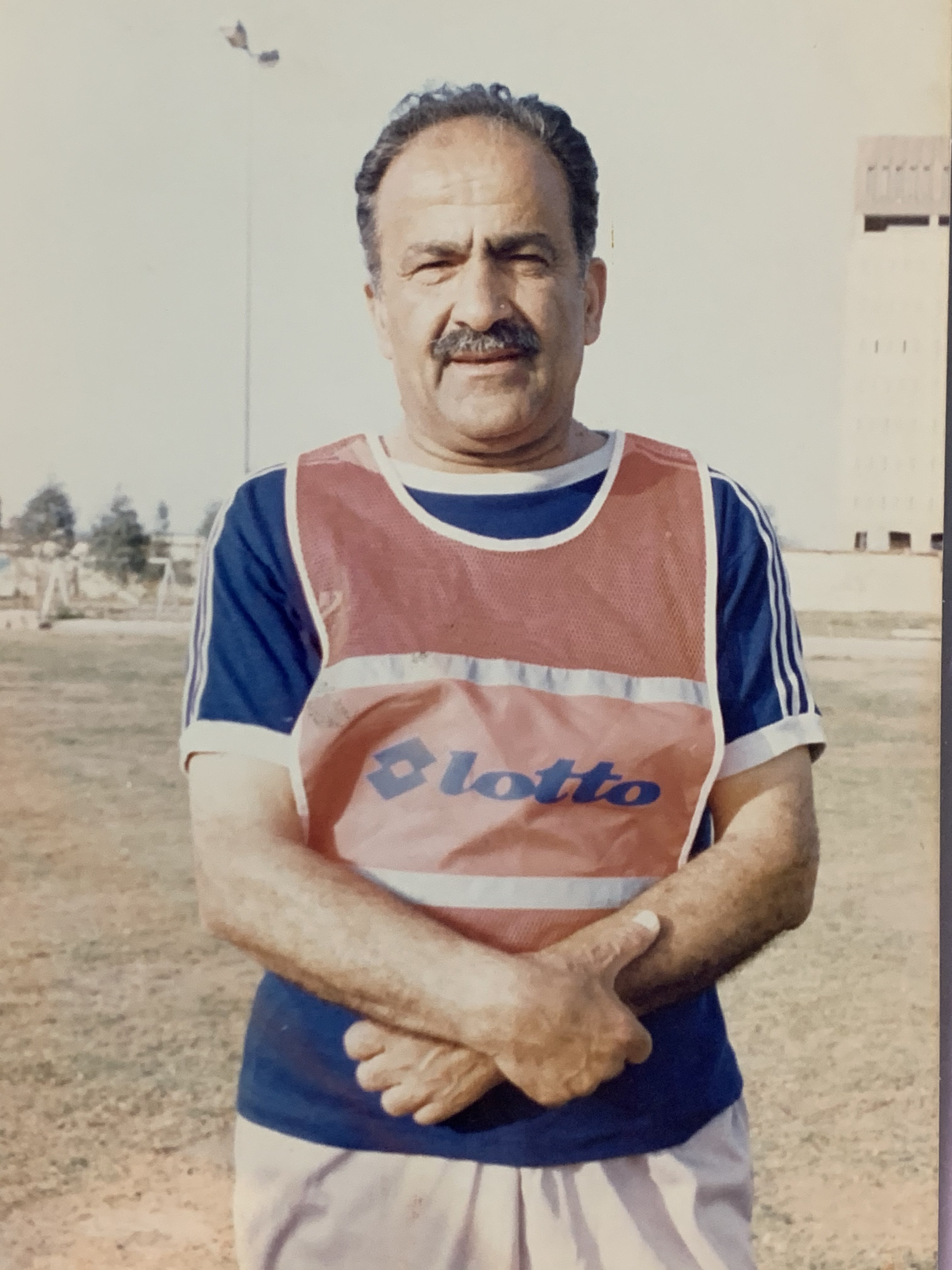
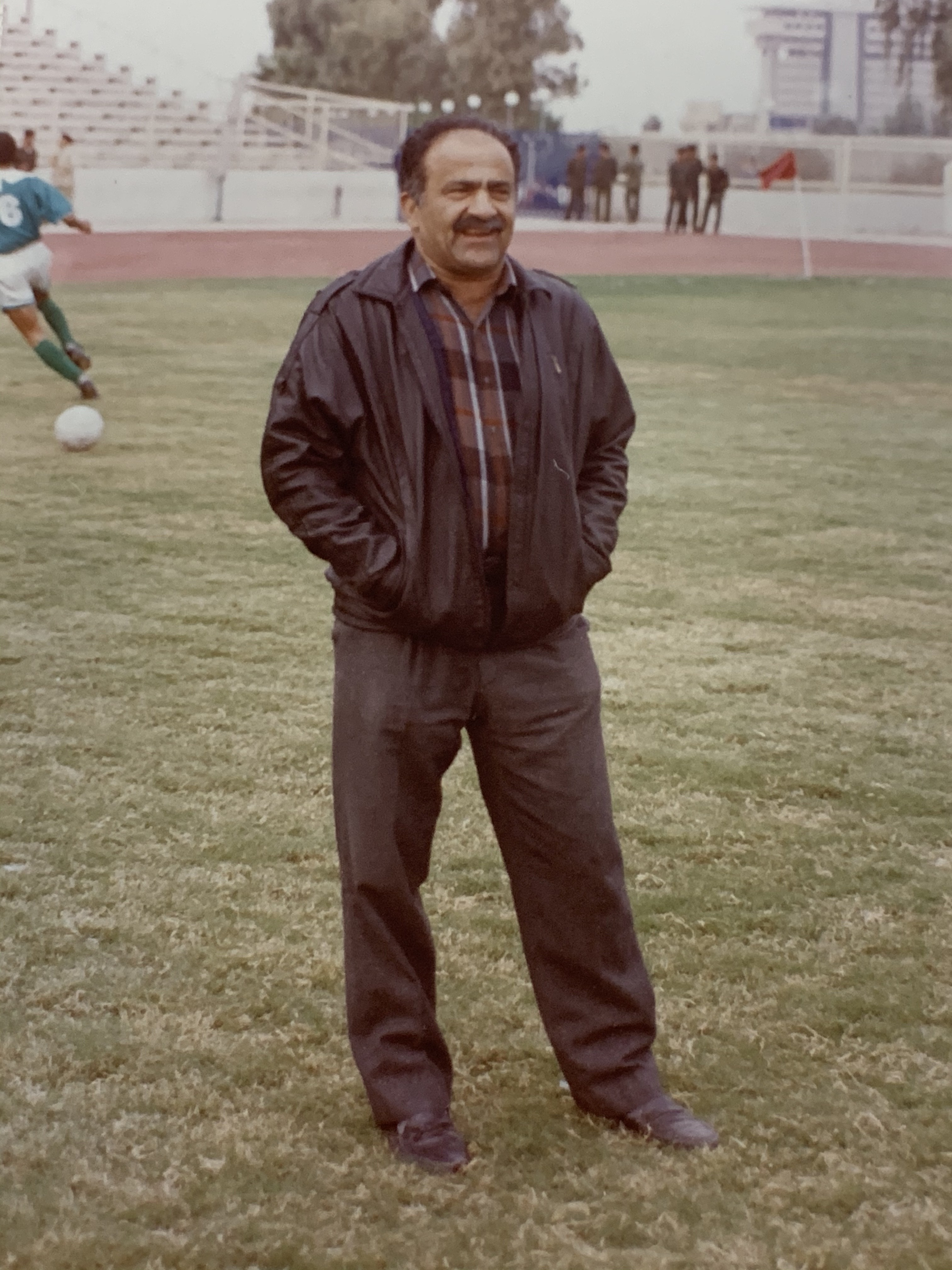
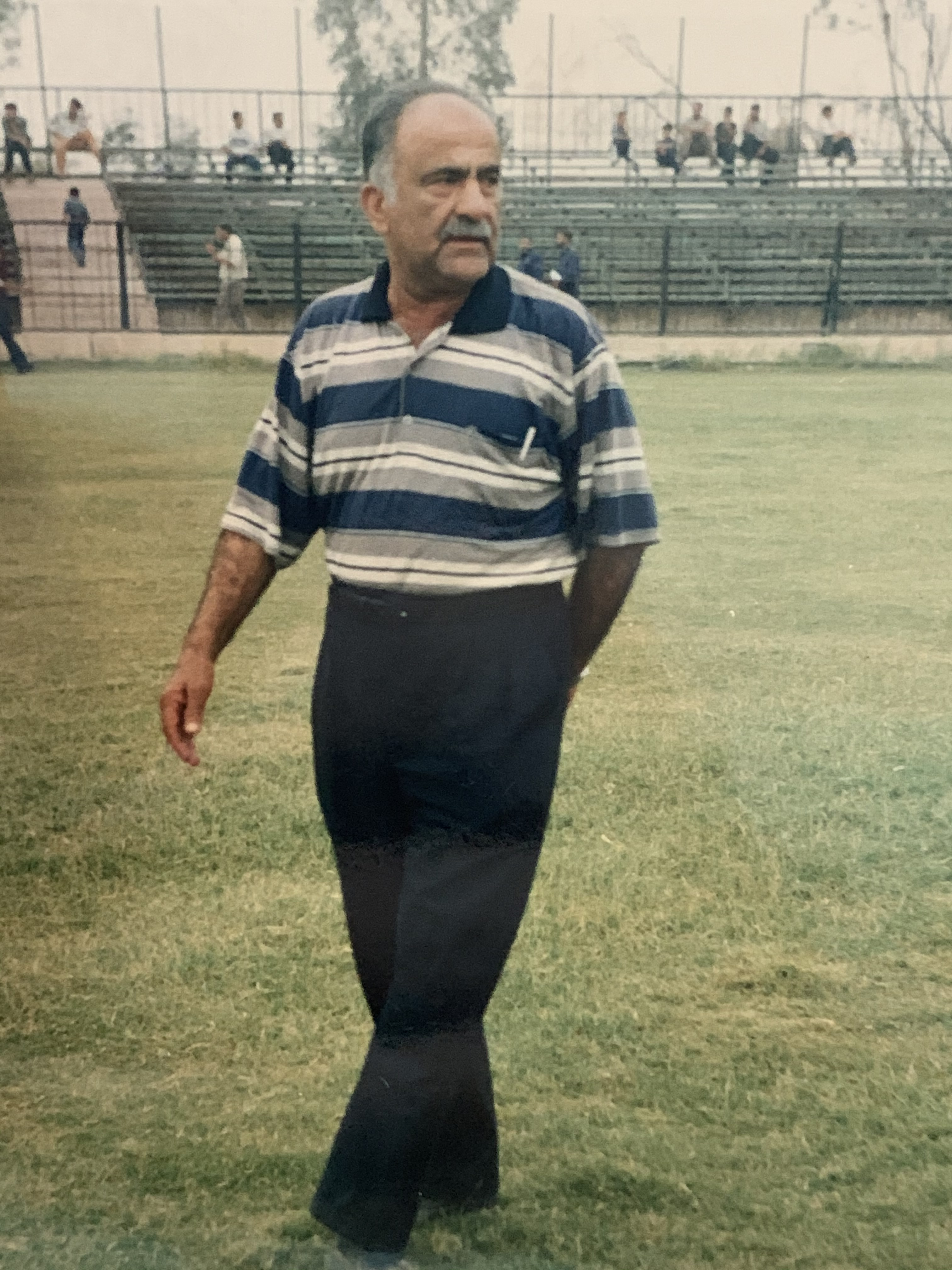
كاظم مجيد قبل فترة من اعتزاله
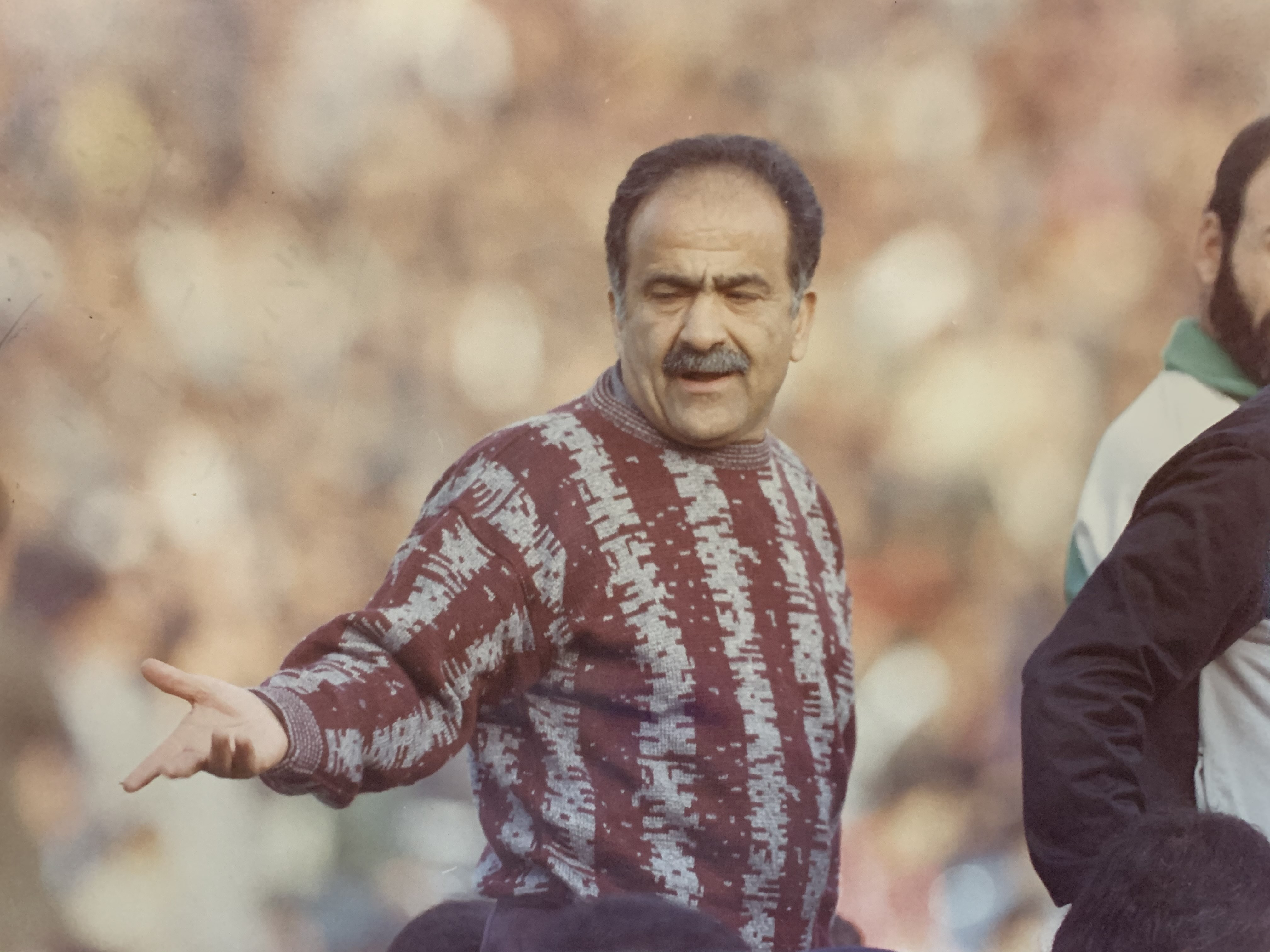